# Hans Wagner (bobsleigh)
Pour les articles homonymes, voir Hans Wagner et Wagner.
Hans Wagner est un bobeur d'Allemagne de l'Ouest qui a concouru dans la fin des années 1970.

## Biographie
Il gagne la médaille d'Or des Championnats du monde de bobsleigh 1979 à Königssee.
Wagner a également finit 7e à l'épreuve de Bobsleigh à quatre aux Jeux olympiques de 1980 à Lake Placid aux États-Unis.

## Palmarès

### Championnats monde
- : médaillé d'or en bob à 4 aux championnats monde de 1979.